# Jacob Zuma
Jacob Zuma, né le 12 avril 1942, est un homme d'État sud-africain, président de la république d'Afrique du Sud du 9 mai 2009 au 14 février 2018.
Issu de l'ethnie zouloue, autodidacte, il est une figure de la lutte anti-apartheid, ayant été emprisonné durant dix ans à Robben Island. Membre de l'aile gauche du Congrès national africain (ANC), il est vice-président de la République de 1999 à 2005 et accède à la présidence de l'ANC en décembre 2007.
En 2009, après la victoire de l'ANC aux élections législatives, il est élu président de la République par le Parlement. Il succède au président intérimaire, Kgalema Motlanthe, qui devient vice-président de la République. Jacob Zuma et l'ANC remportent les élections législatives de 2014 dans un contexte social, politique et économique délicat, ce qui lui permet d'être réélu chef de l'État par l'Assemblée nationale.
Il est régulièrement au centre de polémiques et menacé de motions de défiance en raison d'accusations d'agressions sexuelles, de scandales de corruption et de dégradation de la situation économique du pays. Devenu très impopulaire, il quitte la tête de l'ANC en décembre 2017. Menacé de destitution par son parti, il démissionne de la présidence de la République l’année suivante.
En 2021, alors qu'il est visé par de nombreux chefs d’accusation, il est emprisonné à la suite d'une condamnation pour outrage à la justice en raison de son refus de comparaître devant une commission d'enquête sur la corruption politique. Son incarcération déclenche les plus violentes émeutes depuis la fin de l’apartheid ; il est libéré peu après pour raisons médicales.
En 2024, il quitte l'ANC et fonde un nouveau parti politique, Umkhonto we Sizwe (MK), en vue des élections générales de la même année. Sa formation termine troisième, faisant élire 58 députés. 

## Situation personnelle

### Enfance
Jacob Gedleyihlekisa Zuma naît le 12 avril 1942 à Nkandla dans la province du Natal, en Afrique du Sud.
Il passe toute son enfance entre le Zoulouland, où il garde les vaches, et les banlieues de la ville de Durban. Son père, policier, est mort en 1945 alors qu'il n'a pas trois ans. Sa mère est femme de ménage chez des Blancs.
Il ne reçoit aucune formation scolaire et n'a appris à lire et à écrire, en autodidacte, que durant sa vie adulte.

### Vie privée et familiale
Jacob Zuma est de religion chrétienne mais également très attaché à la culture et aux croyances traditionnelles des Zoulous. En vertu des « enseignements du Seigneur », il considère l’union civile des homosexuels comme un « déshonneur ». Il s’habille parfois en peaux de léopard lors des cérémonies traditionnelles et se déclare favorable au test de virginité des jeunes filles, respectant les coutumes les plus conservatrices de son ethnie. Il pratique la polygamie.

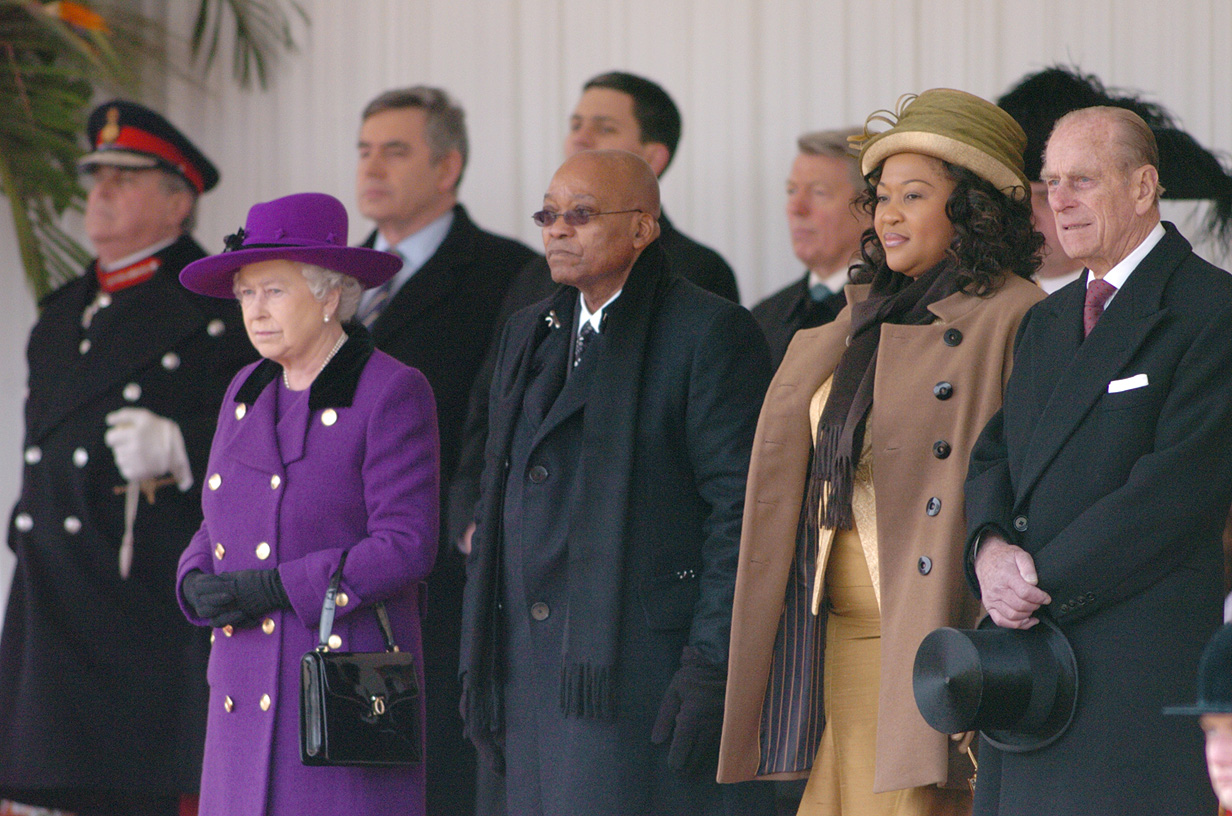
Jacob Zuma et sa troisième épouse en titre Thobeka Madiba durant une cérémonie avec la reine Élisabeth II et le prince Philip Mountbatten à Londres, en 2010.

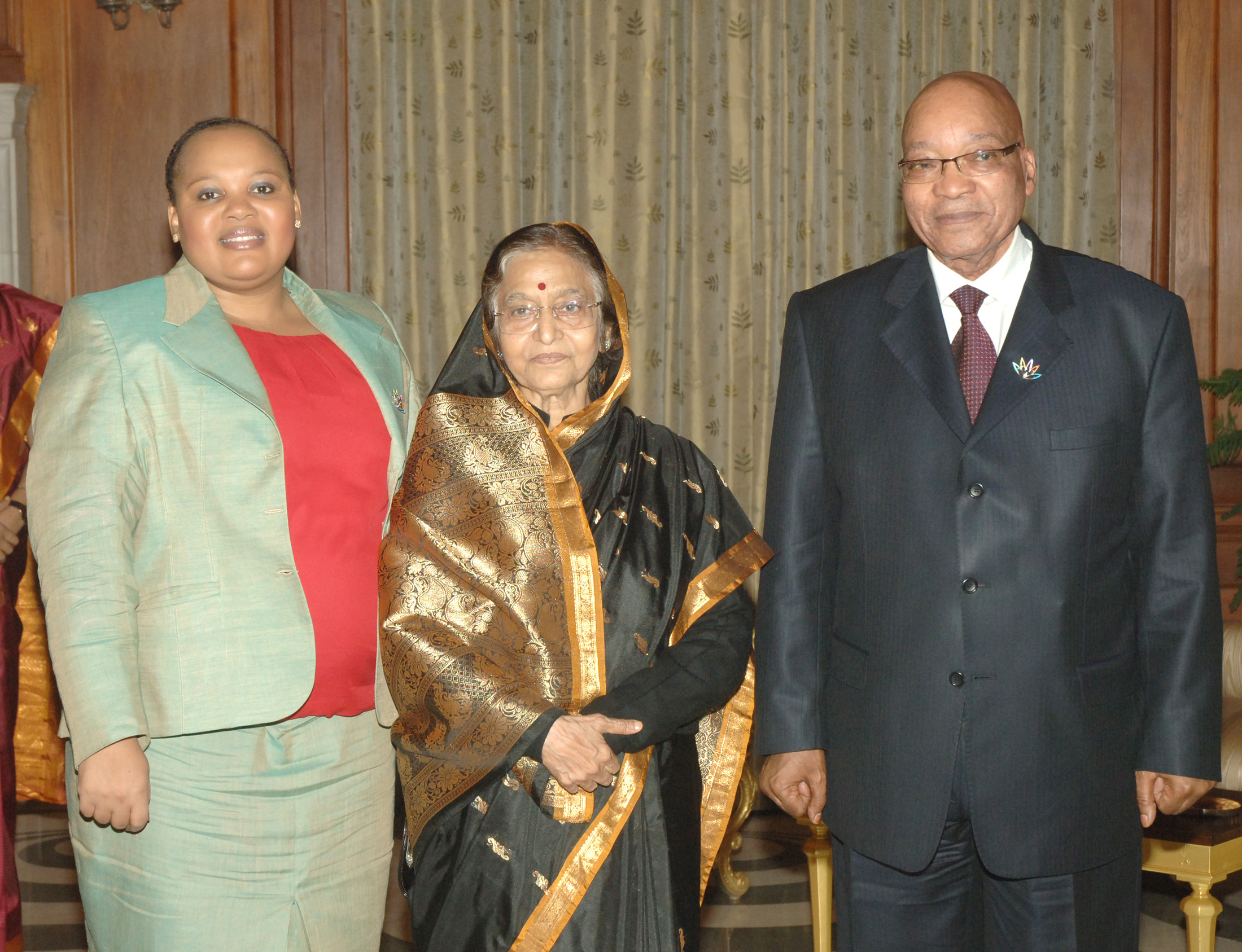
Jacob Zuma et sa deuxième épouse en titre Nompumelelo Ntuli avec la présidente indienne Pratibha Patil à New Delhi, en 2012.

La situation matrimoniale de Jacob Zuma est d'autant plus complexe qu'il n'a jamais clairement reconnu le nombre exact de ses épouses, de ses maîtresses et de ses enfants. La culture zouloue autorisant la polygamie, Jacob Zuma a eu 6 épouses officielles, dont 4 actuelles, et plusieurs maîtresses attitrées ou non officielles. Il est aussi considéré être le père biologique de 14 à 17 enfants issus de 11 compagnes différentes. Le nombre actuel d'enfants pourrait être de 21 ou 23.
Marié officiellement à Gertrude Sizakele Khumalo depuis 1973, Nkosazana Dlamini-Zuma, sa troisième épouse, l'a quitté après quelques années de mariage en 1997. Proche de Thabo Mbeki, celle-ci est ministre des Affaires étrangères d'Afrique du Sud de 1999 à 2009. Sa seconde épouse, Kate Mantsho, s'est suicidée par overdose de somnifères en 2000 en laissant une lettre d'adieu dans laquelle elle évoquait les « vingt-quatre années d'enfer » de son couple et interdisait à Jacob Zuma de venir à ses funérailles.
Le 4 janvier 2008, lors d'un mariage traditionnel, il prend pour 2e épouse officielle en activité, Nompumelelo Ntuli, mère de deux de ses enfants. Tandis qu'il l'accuse plus tard d'avoir essayé de l'empoisonner, elle pour sa part décrit avoir vécu à ses côtés « cinq années d’enfer ».
Le 5 janvier 2010, il se marie avec Thobeka Mabhija, aussi appelée Thobeka Madiba, qui devient alors sa 3e épouse officielle en activité. Elle finira par porter plainte contre lui car il n'avait pas versé de pension alimentaire pour l'un de ses enfants.
Le 25 avril 2010, Jacob Zuma, qui pratique ouvertement la polygamie et ne cache pas sa promiscuité sexuelle, affirme à ses compatriotes être séronégatif. Le chef de l'État, qui a alors trois épouses officielles en plus de maîtresses attitrées, a reconnu avoir eu, par le passé, des rapports sexuels non protégés avec une femme porteuse du VIH.
Ses détracteurs l'accusent, par son comportement sexuel, de nuire aux campagnes officielles de prévention contre le sida, une pandémie qui frappe très durement l'Afrique du Sud.
« Après mûre réflexion, j'ai décidé de faire partager avec [sic] mes compatriotes le résultat de mes tests VIH », a déclaré Jacob Zuma en inaugurant une campagne anti-sida dans un hôpital de l'est de Johannesburg.
« Le test effectué en avril, comme les trois précédents, montre que je suis séronégatif », a-t-il précisé.
On estime qu'au moins 5,7 millions de Sud-Africains, sur une population totale de 50 millions, sont porteurs du VIH. En avril 2012, il prend pour 4e épouse officielle Gloria Bongekile Ngema, aussi appelée Bongi Ngema.
Le coût du budget de l'État pour les nombreuses épouses, maîtresses et enfants du président se monte à 150 millions de dollars par an.

## Parcours politique

### Engagement anti-Apartheid et prison (1959–1975)
Jacob Zuma adhère au Congrès national africain en 1959 ; après l'interdiction de l'ANC, en 1960, il devient en 1962 un membre actif de sa branche armée, Umkhonto we Sizwe. Zuma, peu cultivé, est alors un homme costaud.
En 1963, chargé de monter un réseau clandestin dans la province du Natal, il est arrêté avec 20 de ses recrues près de la ville de Zeerust dans l'ouest de la province du Transvaal.
Reconnu coupable de conspiration en vue de renverser le gouvernement, il est condamné à dix années de prison et envoyé purger sa peine au pénitencier de Robben Island au côté notamment de Nelson Mandela condamné à perpétuité dans une autre affaire similaire.
C'est durant son incarcération à Robben Island que, grâce aux cours dispensés par ses codétenus comme Govan Mbeki, Jacob Zuma apprend à lire, à écrire et se familiarise avec les débats d'idées. Il est libéré en 1973 et tente immédiatement de réactiver l'ANC dans la province du Natal.

### Opposition en exil (1975–1990)
De nouveau dans la clandestinité et recherché par la police, il quitte l'Afrique du Sud en 1975 pour le Swaziland puis s'installe en 1977 au Mozambique, désormais indépendant et organise le soutien aux exilés après les émeutes de Soweto en 1976.
En 1977, il devient membre du comité national exécutif de l'ANC et vice-président de la représentation de l'ANC au Mozambique jusqu'en 1984, année où il en devient président.
En 1984, Zuma est contraint de quitter le Mozambique à la suite des accords de Nkomati entre le Mozambique et l’Afrique du Sud. Il rejoint alors le quartier général de l'ANC à Lusaka en Zambie où il prend la tête des services de renseignements et participe à l'organisation de la branche armée de l'ANC.
Il est dorénavant à la fois membre du conseil politique et du conseil militaire de l'ANC.

### Retour et ascension (1990–1999)
À la suite de la légalisation de l'ANC en 1990 par le gouvernement de Frederik de Klerk, il est un des premiers meneurs exilés du mouvement à revenir en Afrique du Sud pour commencer le processus de négociation.
En 1991, Zuma est élu vice-secrétaire général de l'ANC à la demande de Nelson Mandela.
Il s'occupe alors du retour des exilés et des combattants et gagne la reconnaissance de ses concitoyens en devenant, en 1994, le principal artisan de la paix au Natal, en mettant fin aux affrontements ethniques et fratricides  entre l'ANC et les Zoulous de l'Inkatha Freedom Party de Mangosuthu Buthelezi (IFP).
Aux premières élections multiethniques d'avril 1994, Zuma est le candidat du parti pour le poste de premier ministre de la nouvelle province du KwaZulu-Natal mais celle-ci est finalement emportée par ses rivaux de l'Inkatha. Il est cependant nommé au comité exécutif des affaires économiques et du tourisme dans le gouvernement provincial réunissant les deux anciens mouvements rivaux du KwaZulu-Natal.
En décembre 1994, il est élu chef de la  direction nationale de l'ANC, devenant le 3e personnage du parti derrière Nelson Mandela et Thabo Mbeki. Il dirige parallèlement l'ANC dans le KwaZulu-Natal.
En décembre 1997, Jacob Zuma est élu vice-président de l'ANC à la conférence nationale de Mafikeng.

### Vice-président de la République (1999–2005)

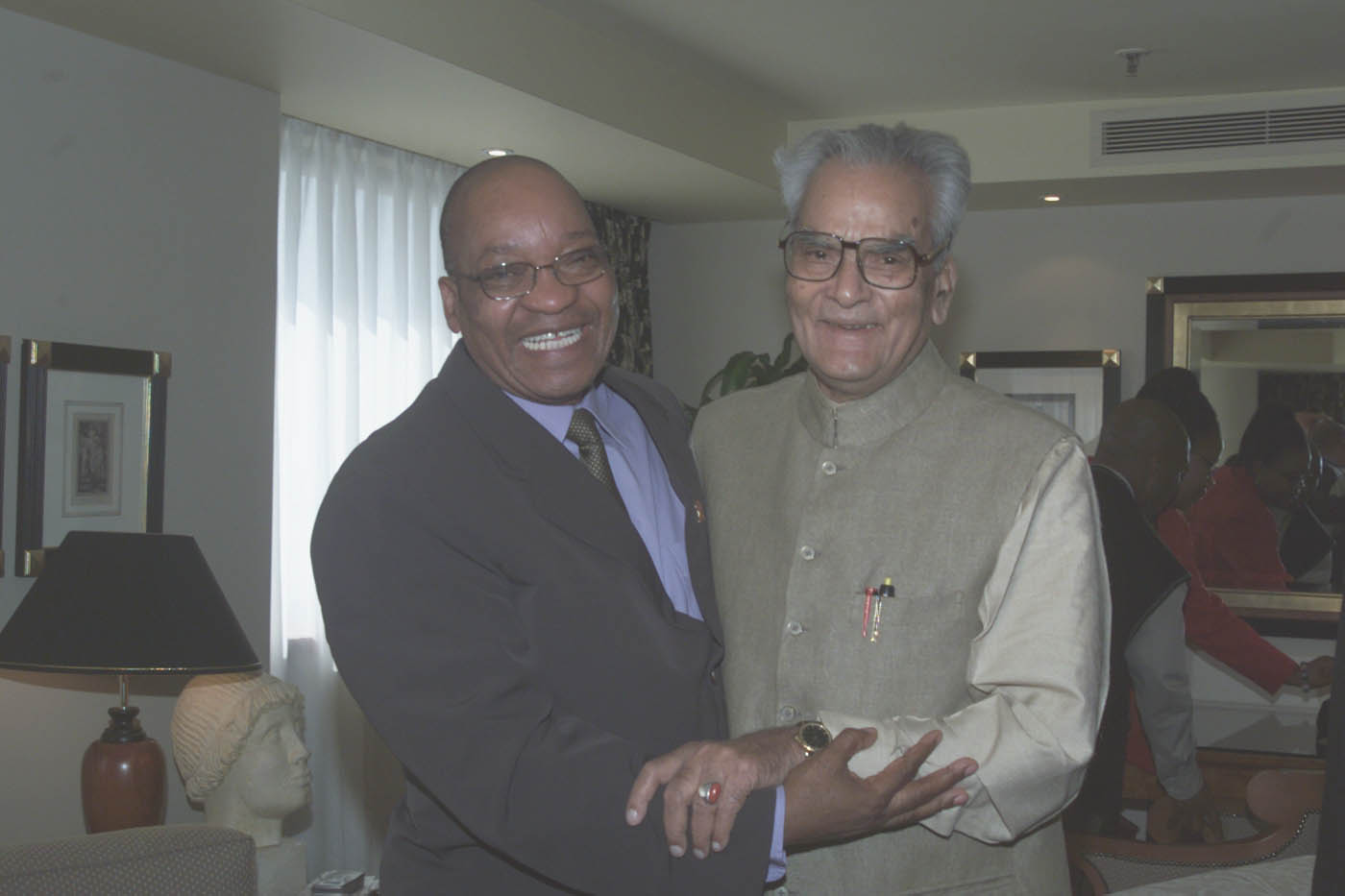
Jacob Zuma avec le vice-président indien Bhairon Singh Shekhawat en 2004.

Jacob Zuma est proche des syndicats et de l'aile gauche de l'ANC. En juin 1999, il est le second choix de Thabo Mbeki, après le refus de Mangosuthu Buthelezi, pour être son vice-président et virtuellement son successeur à la tête du pays. Zuma apporte à Mbeki le soutien de la Cosatu (le congrès des syndicats) et du Parti communiste (SACP).
Au côté du président Yoweri Museveni de l'Ouganda, il est médiateur durant le processus de paix en cours au Burundi pour mettre fin aux rivalités ethniques entre la majorité hutu et la minorité tutsi.
En 2003, le procureur national, Bulelani Ngcuka, affirme avoir recueilli des éléments à charge contre Zuma pour corruption et abus de pouvoir, mais renonce à engager des poursuites judiciaires pour cause d'insuffisances de preuves, et c'est un subordonné, Tony Yengeni, directeur adjoint de l'ANC, qui est poursuivi et condamné.
En 2004, Mbeki et Zuma sont réélus en dépit de ces allégations de corruption, qui entachent la probité du vice-président.

#### Affaire Thint-Thales
Le 2 juin 2005, après un procès de sept mois, Schabir Shaik, homme d'affaires et conseiller financier de Jacob Zuma, est condamné à quinze ans de prison ferme pour avoir versé près de 160 000 euros au vice-président Jacob Zuma entre 1995 et 2001 dans le cadre d'un trafic d'influence et notamment pour avoir négocié un pot-de-vin entre Zuma et le fabricant d'armes Thint, filiale sud-africaine du groupe français d'électronique de défense Thomson CSF devenu Thales, prévoyant un versement annuel de 500 000 rands (60 530 euros) au vice-président. Le juge a ainsi qualifié la relation entre Shaik et Zuma de « globalement corrompue ».
Le 14 juin 2005, le président Thabo Mbeki relève Jacob Zuma de sa fonction de vice-président de la république d'Afrique du Sud.
Six jours après son limogeage, Jacob Zuma, demeuré vice-président de l'ANC, est inculpé pour corruption. Les perquisitions à ses domiciles qui suivent provoquent de graves dissensions au sein de la coalition menée par l'ANC. En effet, la ligue des jeunes de l'ANC, le Parti communiste sud-africain et la COSATU condamnent « l'acharnement » de la justice et de la police et demandent le retrait des chefs d'inculpation contre Zuma, menaçant de recourir à des manifestations « de masse » si les accusations étaient maintenues.
Thabo Mbeki et sa nouvelle vice-présidente, Phumzile Mlambo-Ngcuka, sont alors ouvertement critiqués.
Le 11 octobre 2005, Jacob Zuma comparaît pour la première fois devant le président du tribunal de Durban. Son équipe d'avocats obtient immédiatement qu'il ne prenne pas place, comme de coutume, dans le box des accusés, mais reste à leur côté. Le président du tribunal ajourne l'affaire jusqu'au 12 novembre 2005, le temps de permettre un supplément d'enquête, de préparer l'acte d'accusation et de s'accorder sur la date du procès. À la sortie du tribunal, l'ancien vice-président s'adresse à ses partisans pour établir un parallèle entre sa situation et celle qu'il avait connue sous l'apartheid : « Je n'avais jamais imaginé que pendant ma liberté, pour laquelle j'ai combattu, j'éprouverais les mêmes sentiments que lorsque j'étais poursuivi par le régime d'apartheid ». Les partisans de Zuma scandent des slogans hostiles au président Mbeki.
Le 20 septembre 2006, un tribunal sud-africain ordonne l'abandon des accusations de corruption à la faveur d'un vice de procédure soulevé par les avocats de Zuma. En décembre 2007, à peine élu président de l'ANC, Jacob Zuma est de nouveau menacé d'être inculpé de corruption dans la même affaire à la suite de la découverte de nouveaux éléments à charge démontrant que les sommes illégalement perçues étaient supérieures aux estimations initiales.
Le 28 décembre 2007, il est de nouveau inculpé de corruption, fraude, blanchiment d'argent, racket et évasion fiscale dans le cadre de l'enquête impliquant le groupe d'armement Thales, alors qu'il vient de remporter la présidence de l'ANC.
En juillet 2008, dans une déclaration précédant l'audience préliminaire de Jacob Zuma dans son affaire de corruption, Zwelinzima Vavi, patron de la Cosatu, Julius Malema, président de la Ligue des jeunes du parti, Buti Manamela, secrétaire général des jeunesses communistes, et les principaux responsables de l’Association des vétérans de la lutte armée déclarent être « prêts à tuer pour lui et à mourir » pour contrer ceux qui tenteraient de lui barrer la route des Union Buildings de Pretoria.
Le 12 septembre 2008, le juge invalide toute la procédure pour vice de forme. Cependant, le juge précise que les accusations contre Zuma existent toujours et qu'un nouveau procès pourrait avoir lieu. Le 12 janvier 2009, la Cour suprême d’appel annule ce jugement et réactive les poursuites pour corruption. Dans ses attendus, le vice-président de la Cour estime notamment que les motifs du juge de première instance n’étaient pas valides et que celui-ci avait « outrepassé » sa compétence en accusant d'ingérence l’ex-président Thabo Mbeki. Selon Ajay Sookal, ancien avocat de Thales, les présidents français Jacques Chirac et Nicolas Sarkozy auraient fait pression au moins à deux reprises sur Jacob Zuma pour faire cesser l'enquête pour corruption concernant Thales.
Après qu'il a été contraint de quitter le pouvoir début 2018, le parquet sud-africain annonce le 16 mars l'ouverture d'une procédure pour corruption. Son procès s'ouvre le 6 avril 2018, ; il est aussitôt ajourné au 8 juin.

#### Inculpation pour viol
Le 6 décembre 2005, Jacob Zuma est inculpé pour le viol d'une jeune femme séropositive de trente-et-un ans par le tribunal de Johannesburg. Lors du procès, ses approximations et contre-vérités à la barre sur le mode de transmission du virus du sida font scandale.
Il explique : « Je me suis douché après avoir fait l’amour pour minimiser les risques de contracter la maladie », propos abondamment relayés par la presse nationale et internationale. Il est également critiqué pour « jouer la carte » ethnique et sexiste.
Zuma est finalement acquitté de l'accusation de viol le 8 mai 2006. Lors de la lecture de la sentence, le juge Van der Merwe dressa un portrait très sévère de la plaignante ainsi que des policiers qui avaient mené l'enquête, estimant qu'une relation sexuelle consentante avait eu lieu entre la plaignante et l'accusé. Il n'en a pas moins réprimandé Zuma pour son comportement sexuel, jugeant qu'il était « totalement inacceptable » qu'un homme ait des relations sexuelles non protégées « avec une personne dont il sait qu'elle est séropositive ». À la sortie du tribunal, l'ancien vice-président sud-africain entama un chant de libération zoulou, Mshiniwami (« Rendez-moi ma mitraillette »).
À la suite du jugement, l'ANC décide de restituer à Jacob Zuma son poste de vice-président du parti.

#### Sur le chemin de la présidence

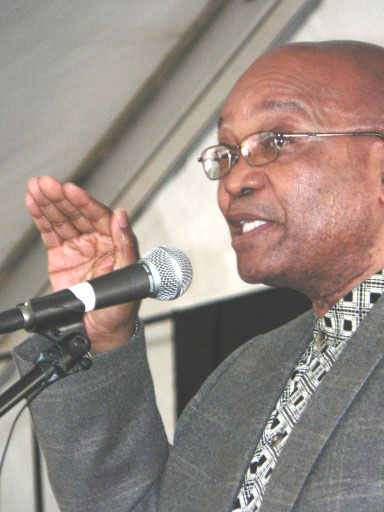
Jacob Zuma en 2008.

En dépit de ses démêlés avec la justice, Jacob Zuma est toujours resté vice-président du Congrès national africain (ANC, au pouvoir). Du Parti communiste sud-africain (SACP) au Congrès des syndicats sud-africains Cosatu, l'aile gauche du parti était tout entière vouée à Jacob Zuma, considéré comme le successeur naturel de Thabo Mbeki en 2009. À long terme, sa mise à l'écart d'un gouvernement en perte de vitesse peut lui permettre de finalement se poser en successeur légitime. À court terme, Mbeki, ayant dû sacrifier un membre éminent de l'aile gauche du parti, pourrait avoir à donner des gages aux plus radicaux notamment en accélérant le processus d'africanisation de la toponymie sud-africaine en commençant par Pretoria (alors qu'il y était hostile) et à accélérer le processus d'indemnisation des Africains spoliés de leurs terres sous les gouvernements blancs.
L'abandon des accusations contre lui en septembre 2006 relance de manière spectaculaire ses chances dans la course à la succession du président Thabo Mbeki en 2009.
En novembre 2007, dans le cadre de sa campagne pour prendre la direction de l'ANC, bien que toujours sous le coup d'une enquête judiciaire pour corruption mais capitalisant sur la déception des plus pauvres face à la politique économique libérale du président Mbeki, Zuma obtenait le soutien de cinq des neuf branches provinciales du Congrès national africain (ANC) (KwaZulu-Natal, Gauteng, État-Libre, Mpumalanga et Cap-du-Nord) et 61 % des votes contre quatre branches provinciales et 39 % des voix pour le chef de l'État Thabo Mbeki (Cap-Oriental, Nord-Ouest, Cap-Occidental et Limpopo (nord), lui conférant ainsi la majorité relative des délégués.
Lors de la conférence élective du président de l'ANC qui se tient du 15 au 20 décembre 2007 à Polokwane, il reçoit le soutien de près des trois quarts des 3 900 délégués face au président sortant Thabo Mbeki. L'élection se fait dans un climat tendu entre les deux camps sur fond de chants et de danses comme « Umshini Wami » (Passe-moi ma mitraillette), chant de la lutte contre l'apartheid, devenu emblème de Jacob Zuma.
Ce dernier bénéficie alors du soutien de la centrale syndicale COSATU, de celui du parti communiste sud-africain, de celui de la Ligue des femmes de l'ANC et de celui des jeunes,,. Il est finalement choisi pour représenter l'ANC à l'élection présidentielle, nomination connue comme tremplin pour cette élection.
Le 18 décembre, au bout d'une bataille de procédure qui a retardé de 24 heures le vote, Zuma devient président de l'ANC en remportant 2 329 voix (60 % des suffrages) contre 1 505 au président sortant et chef de l'État, Thabo Mbeki. Sa victoire est d'autant plus humiliante pour le président sortant que chaque autre membre du comité directeur soumis ce jour-là au vote des militants est un proche de Zuma, ne laissant aucune place au camp sortant. Pour Helen Zille, le chef de l'opposition parlementaire, la victoire de Zuma est « un jour sombre pour l'ANC et l'Afrique du Sud ».
Le 8 janvier 2007, le comité exécutif de l'ANC confirme que Zuma, bien qu'il soit inculpé pour corruption, mènera la campagne du parti lors des élections générales de 2009 et qu'il sera le candidat du Congrès national africain pour la présidence du pays.
En mai 2008, le Time le classe huitième sur sa liste des cent personnes les plus influentes au monde.

### Président de la République (2009-2018)

#### Investiture

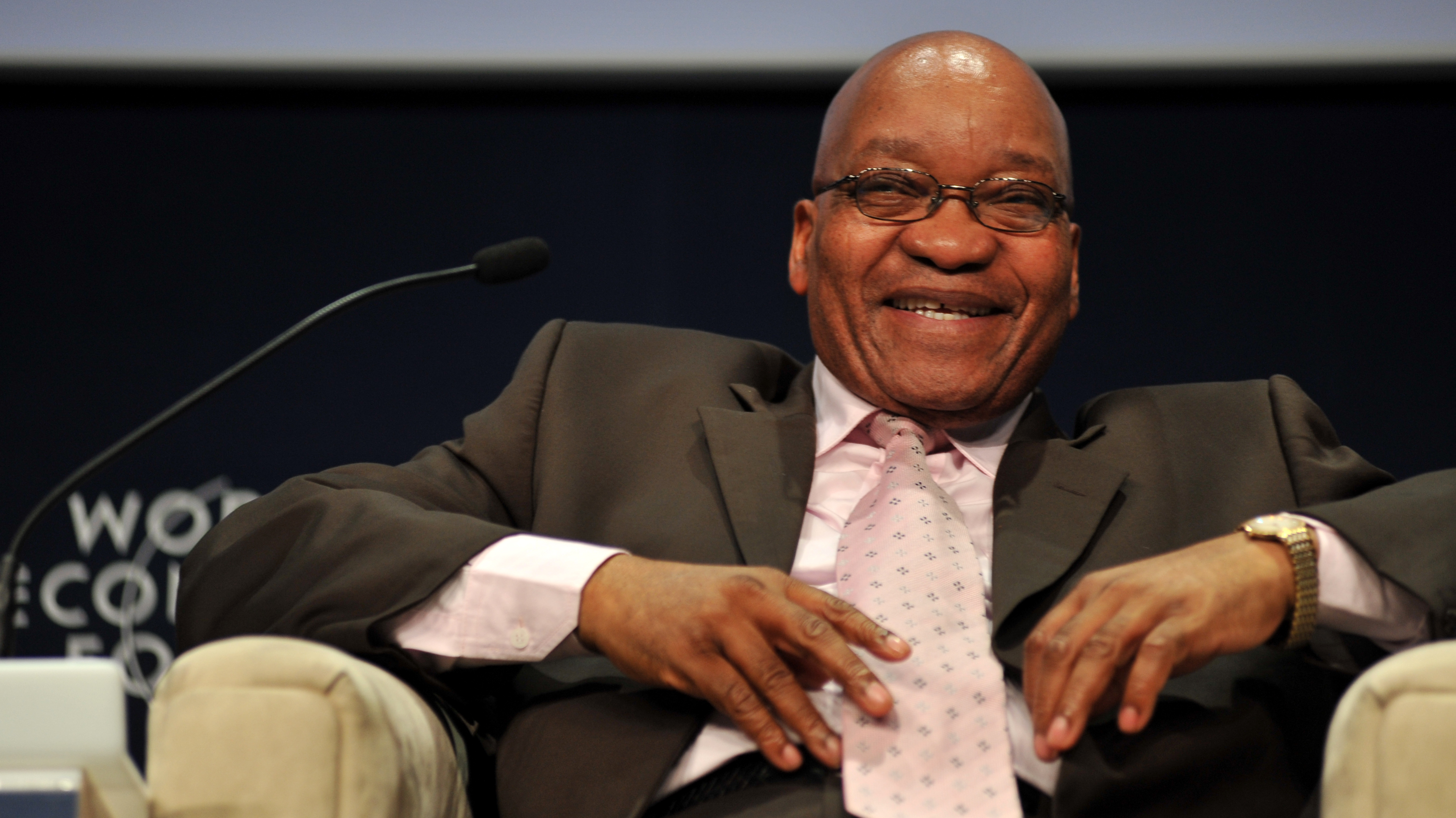
Le président Jacob Zuma en 2009.

Après une nouvelle victoire nationale de l'ANC le 20 avril 2009, il est élu président de la République le 9 mai 2009 et forme un nouveau gouvernement. Il nomme Thuli Madonsela au poste de défenseur public, laquelle contraint le chef de la police sud-africaine ainsi que deux ministres à démissionner à la suite d'affaires de corruption.

#### Politiques économiques et sociales

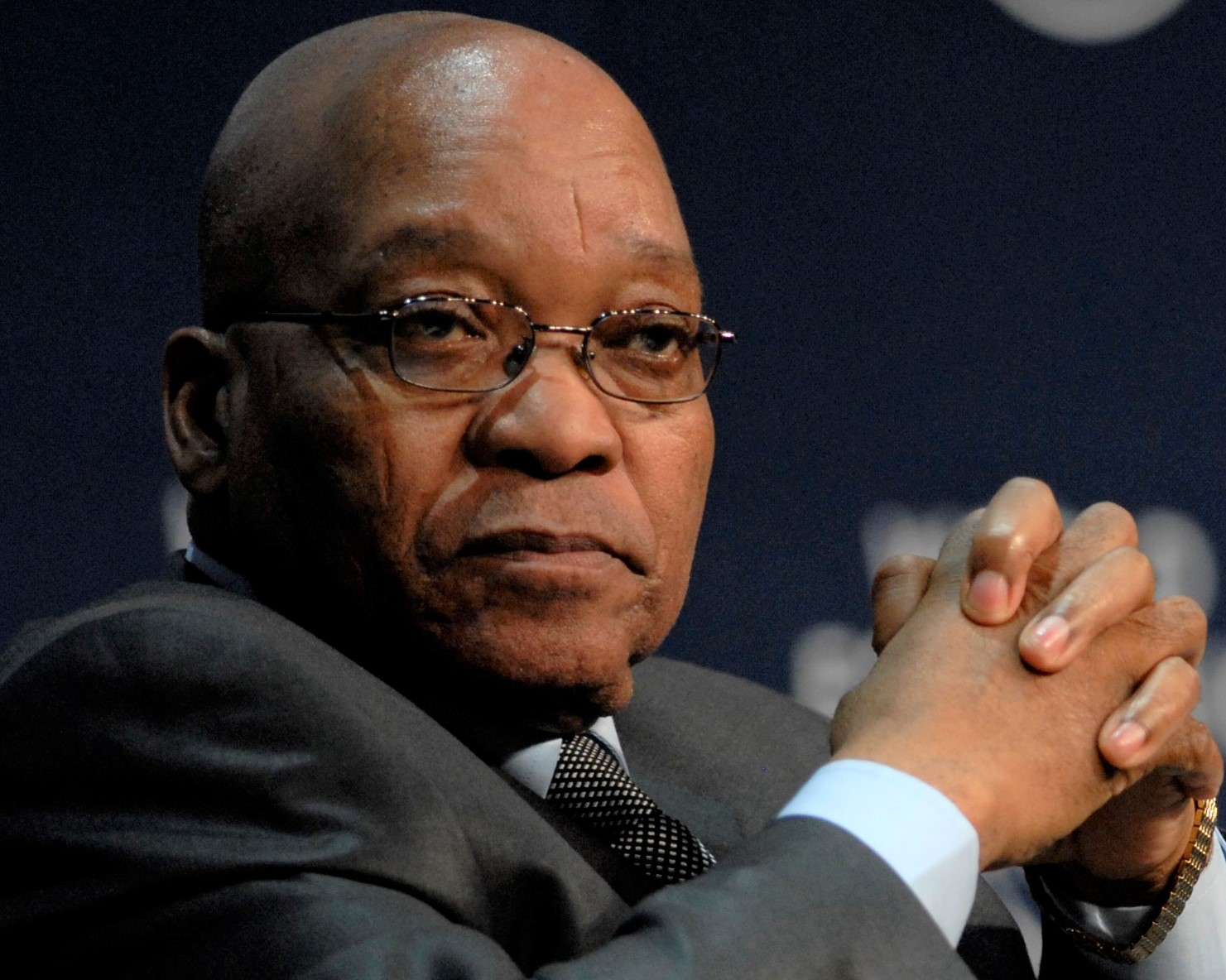
Zuma en 2009.

Zuma se décrit comme un socialiste et est devenu président avec le soutien d'une coalition de syndicats de gauche (dont le principal représentant est le COSATU) et du Parti communiste sud-africain, ainsi qu'avec la Ligue des femmes de l'ANC et la Ligue de jeunesse du Congrès national africain. Le journal The Guardian écrit lors de son élection que Zuma essaye de « rassurer les investisseurs étrangers en leur disant que leurs intérêts seront protégés »,.
Sa présidence est marquée par une série de scandales de corruption. Des grèves ouvrières, le népotisme, le clientélisme et le tribalisme sont des sujets d’actualité quotidiens lors de ses deux mandats et le système juridique est manipulé pour favoriser et protéger les détenteurs du pouvoir politique ou de ses proches, dont l'une de ses filles qu'il nomme à la tête d'un portefeuille ministériel. De plus son gouvernement tente de centraliser l’éducation publique, éliminant ainsi la diversité éducative et l’innovation. Zuma introduit un projet de loi controversé sur la réforme du cadre juridique, régulant l’éducation et apportant des changements profonds au système éducatif. Ses détracteurs voient en cette planification centralisée et les contrôles bureaucratiques un recul des libertés en Afrique du Sud.
Un salaire minimum obligatoire est envisagée sous sa présidence (il sera finalement introduit par son successeur Cyril Ramaphosa en 2018 après quatre ans de discussions) et malgré la présence de nombreuses lois visant à protéger les employés, l'Afrique du Sud sous la présidence de Zuma enregistre le plus haut niveau de chômage de longue durée dans le monde. Les mandats de Zuma sont marqués par un fort interventionnisme étatique entrainant un net recul des libertés économiques : l'Afrique du Sud figurait à la 42e place au classement mondial lors des premières années post-apartheid et glissa au 96e rang en 2015. Par conséquent, la primauté du droit et les libertés connaissent un net recul d'autant plus que les ministres et les régulateurs sont habilités à gouverner par décret et de nombreux cas d'abus ont été dénoncés. De plus, plusieurs détracteurs critiquent la mauvaise gestion des entreprises par l'État, telles que South African Airways et Eskom, ce qui a des conséquences considérées comme néfastes pour les consommateurs et les travailleurs. Les entreprises étatiques se montrent incapables de s'adapter à la concurrence puisqu’elles sont protégées par des personnalités politiques dont le niveau de corruption est élevé. Ces derniers freinent vigoureusement la concurrence et renflouent les déficits avec l’argent des contribuables. Cette gestion entraîne des prix élevés, un service jugé médiocre, des taxes jugées excessives et une crainte constante de la part des travailleurs.
Un certain nombre d'investisseurs étrangers ont quitté l’Afrique du Sud et certains ont stoppé l’afflux de capitaux dans le pays au regard des scandales de corruption à répétition qui ont rythmé la présidence Zuma. Les agences de notation ont abaissé drastiquement leur note : Standard & Poor's fait passer les perspectives du pays de stables à négatives. L'économie connait une forte dégradation avec un taux de croissance atone ne dépassant pas 1,5% alors que le pays a besoin d’au moins 4% par an afin de résorber un chômage qui atteint un record avec 30% de la population active. Par ailleurs, les inégalités se sont accrues et la pauvreté a augmenté de nouveau. L’Afrique du Sud compte plus d’un quart d’habitants (26,3 %) trop pauvres pour manger à leur faim et plus de la moitié (52,3 %) vivant sous le seuil de pauvreté. Le système économique hérité de l’apartheid n'a été que très peu réformé. En conséquence, les ménages noirs gagnent en moyenne près de six fois moins que les ménages blancs.
Les autorités privilégient par ailleurs la répression face aux contestations sociales : en 2012, lors des grèves de mineurs à Marikana, l’intervention policière provoque trente-quatre morts parmi les grévistes, ce qui constitue le premier « massacre » de l’ère post-apartheid.
Le syndicat des métallurgistes et l'aile gauche de l'ANC entrent ouvertement dans l'opposition.

#### Chute de popularité
À la fin de l'année 2013, sa popularité continue à chuter après la révélation de l'utilisation de fonds publics pour rénover sa résidence privée . Les enquêtes d'opinion indique qu'une majorité de sympathisants de son propre parti considère qu'il doit démissionner à la suite de ce scandale. Lors de la cérémonie d'hommage à Nelson Mandela, qui réunit une centaine de chefs d'État étrangers le 10 décembre 2013, il est hué par une partie du public du FNB Stadium,. Il est également fortement impopulaire auprès des organisations syndicales.

#### Réélection en 2014

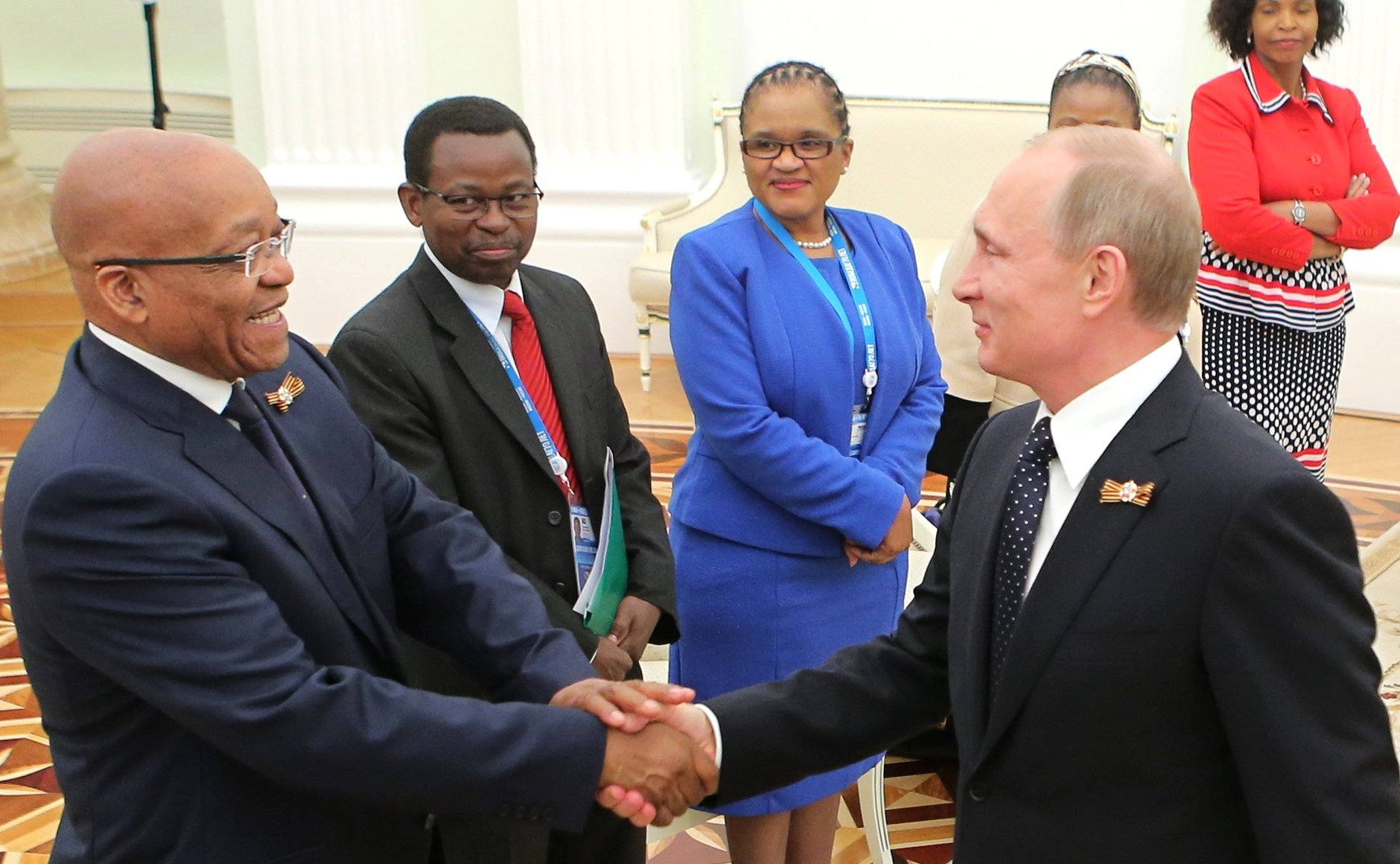
Jacob Zuma avec le président russe Vladimir Poutine en 2015.

Jacob Zuma et l'ANC remportent cependant les élections générales de 2014. L'Assemblée nationale le reconduit sans opposition au poste de président de la République le 21 mai et il est investi le 24.
Le journaliste Stephen Smith décrit le régime sud-africain comme « un régime à parti unique », tant l'ANC domine la scène politique et la justice est verrouillée.

#### Affaires judiciaires
En 2015, alors que le président soudanais Omar el-Béchir, poursuivi par la Cour pénale internationale pour crimes contre l'humanité, est en visite dans le pays, le président Zuma ne donne pas suite à la demande de la Cour d'arrêter l'accusé et de le faire extrader aux Pays-Bas pour qu'il y soit jugé. L'année suivante, il engage le retrait de son pays de la Cour pénale internationale.

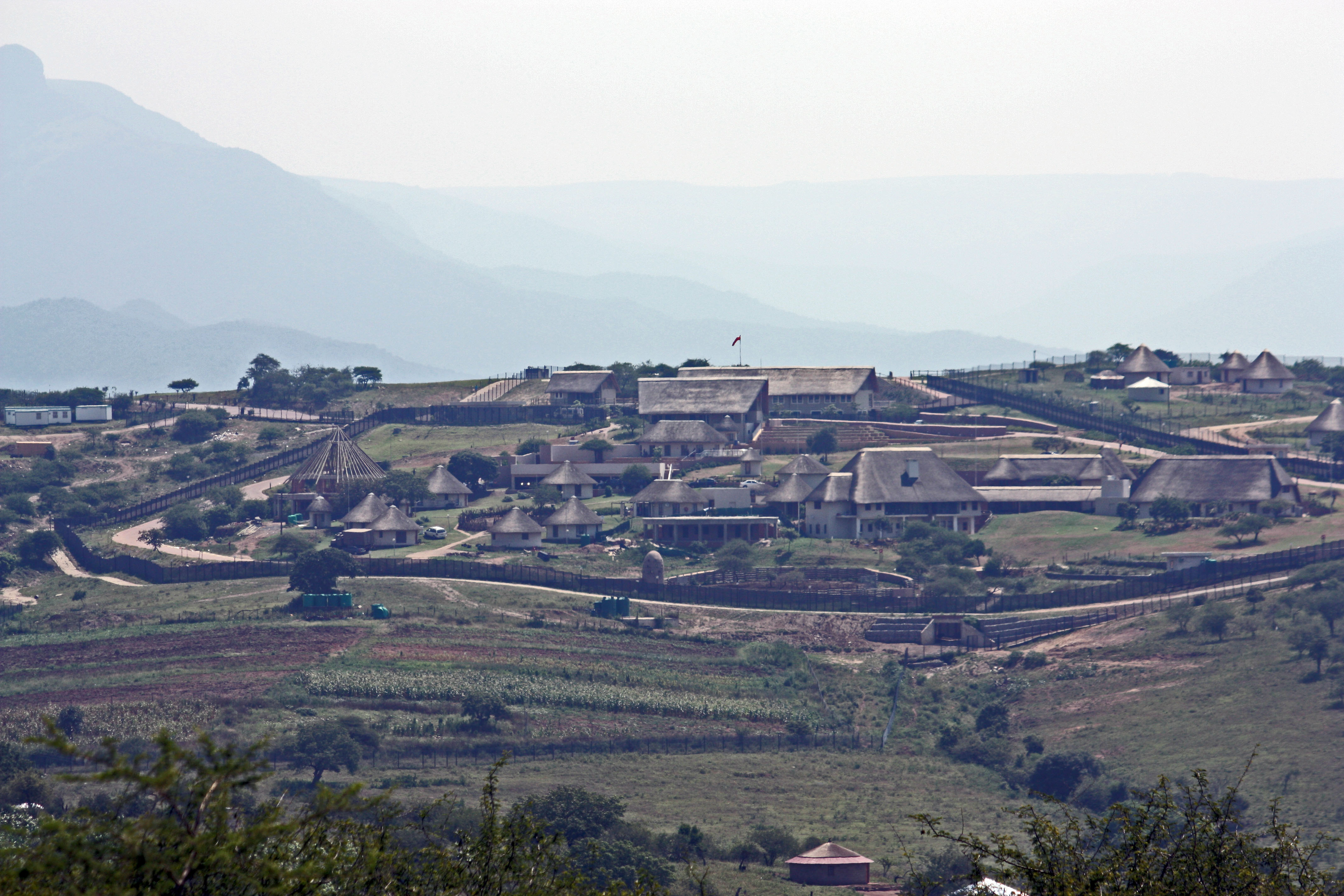
Le domaine du Nkandla, la vaste propriété de Jacob Zuma.

Dans le cadre de l'affaire Nkandla concernant l'utilisation de quinze millions d'euros de fonds publics pour rénover le domaine du Nkandla, la résidence privée de Jacob Zuma, la Cour constitutionnelle estime, le 31 mars 2016, que celui-ci n'a pas respecté la Constitution et lui ordonne de rembourser sous 45 jours les frais de sa propriété. Le principal parti d'opposition, l'Alliance démocratique, lance alors une procédure de destitution contre le chef de l'État. Le lendemain, Jacob Zuma reconnait une faute constitutionnelle et promet de rembourser à l'État les frais de rénovation de sa propriété privée, mais refuse de démissionner.

#### Démission
Il quitte la présidence de l'ANC le 18 décembre 2017. Lors du congrès visant à élire son successeur, il prononce un discours anti-corruption qui est accueilli froidement par les délégués du parti.
Début février 2018, les médias sud-africains se font l'écho de négociations entre Zuma et l'ANC concernant sa démission sous conditions au profit de Cyril Ramaphosa. Le 13 février, l'ANC ordonne à Jacob Zuma de démissionner, faute de quoi elle menace de le destituer. Le lendemain, le 14 février, après avoir dans un premier temps refusé, Jacob Zuma accepte de démissionner « avec effet immédiat ». Le vice-président Cyril Ramaphosa est élu président le lendemain 15 février et lui succède officiellement.

## Après la présidence

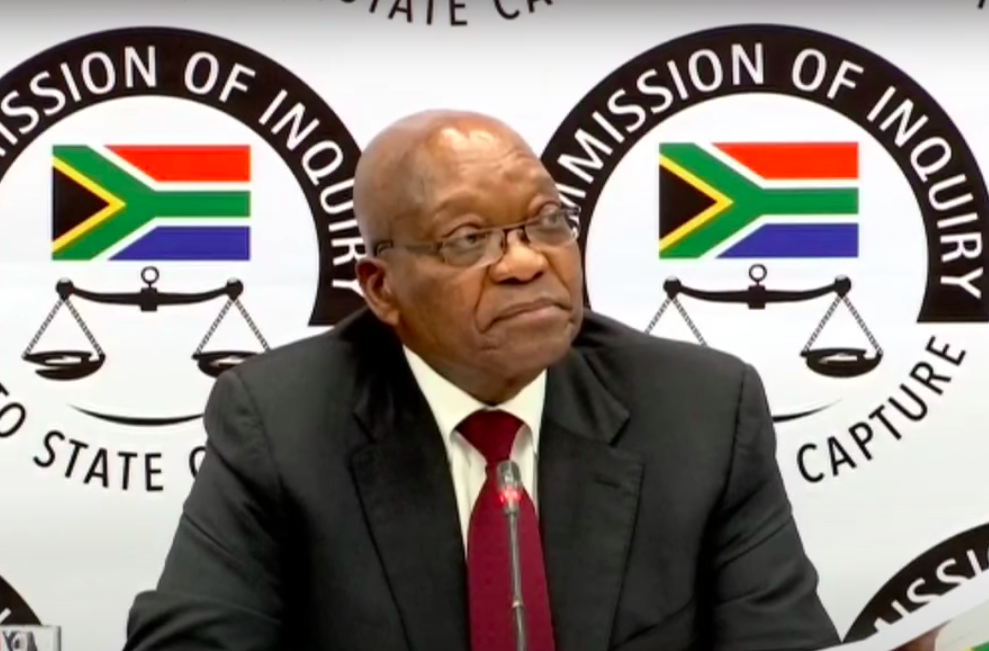
Jacob Zuma durant son témoignage devant la commission Zondo, le 17 juillet 2019.

### Condamnations et incarcération
À partir d’août 2018, une commission judiciaire, la commission Zondo, du nom de son président Raymond Zodo, le chief justice du pays, enquête sur Jacob Zuma pour des accusations d’attribution de contrats publics et d’avantages indus à une famille d’hommes d’affaires, les Gupta.
En octobre 2019, la Haute Cour de Pietermaritzburg ouvre une enquête sur une affaire implicant Jacob Zuma et le groupe Thales. Il s’agit d’une affaire qui date des années 1990, à l’époque où Jacob Zuma était ministre régional. Il est accusé d’avoir touché des pots-de-vin du groupe français pour un montant d'environ 260 000 euros, afin de faciliter l’obtention d’un contrat d’armement. Il est également accusé d’avoir usé de son influence pour éviter à Thales des poursuites pour corruption. Au total, 18 chefs d’inculpations pour corruption et fraude sont retenus contre lui.
Après s’être présenté une fois devant la commission d'enquête anti-corruption, en juillet 2019, il refuse de s'y rendre à nouveau. Il chercherait ainsi à gagner du temps avant un procès. En février 2021, la Cour constitutionnelle, plus haute juridiction d'Afrique du Sud, lui ordonne de comparaître,.
En 2021, il est sous le coup de seize chefs d’accusation, dont ceux de fraude, trafic d’influence et extorsion en lien avec l’achat d’avions de combat, patrouilleurs et équipement militaire au groupe français Thales lorsqu’il était vice-président.
Il est condamné en juin 2021 pour outrage à la justice après son refus de comparaître devant la commission d'enquête sur la corruption politique dans le pays : la Cour constitutionnelle prononce alors une peine de quinze mois de prison à son encontre,. Le service de police sud-africain reçoit ensuite l'ordre de l'arrêter avant le 7 juillet 2021 s'il refuse de se rendre. Des partisans de Zuma se rassemblent alors près de son domicile avec des armes pour contrer son arrestation. Finalement, l’ancien président se constitue prisonnier et se voit emprisonné le 8 juillet 2021 à la prison d'Estcourt. Il conteste sa détention le 9 juillet devant la Haute Cour de Pietermaritzburg pour des raisons de santé, mais sa demande est rejetée.
Son incarcération déclenche les pires émeutes depuis la fin de l'apartheid en Afrique du Sud. Se déroulant notamment dans les provinces du Gauteng et du KwaZulu-Natal, où les partisans de l'ancien président appellent à sa libération, ces émeutes font plus de 300 morts,. Le 22 juillet 2021, Zuma obtient une sortie de prison temporaire après avoir été autorisé par l'administration pénitentiaire à assister aux funérailles de son frère cadet Michael, décédé à 77 ans des suites d’une longue maladie,. Hospitalisé à partir du 6 août, il se voit accorder une remise en liberté conditionnelle pour raisons médicales le 5 septembre suivant.
En 2022, après quatre années d’enquête, la commission « Zondo », mise en place par Jacob Zuma et dont les travaux d’enquête ne devaient pas durer plus de six mois, remet des rapports faisant état d’un système de corruption généralisée sous la présidence de ce dernier.
En octobre 2022, Jacob Zuma condamné à quinze mois de prison ferme pour avoir obstinément refusé de répondre à une commission enquêtant sur la corruption, a fini de purger sa peine annonce le ministère de la Justice.
En juillet 2023, Jacob Zuma, se rend à Moscou pour des soins médicaux, d'après une décision de justice sud-africaine réaffirmant qu'il doit se retrouver en prison après les soins médicaux.
En août 2023, le président Cyril Ramaphosa gracie Jacob Zuma, condamné en 2022 pour avoir refusé de témoigner dans son procès pour corruption.

### Retour politique et élections de 2024
En janvier 2024, Jacob Zuma est suspendu du Congrès national africain (ANC).
En mars 2024, le Congrès national africain (ANC), dépose une plainte contre la Commission électorale indépendante (CEI), pour exiger l’annulation de l’enregistrement du parti uMkhonto weSizwe (MK) de Jacob Zuma dans la liste des parti politiques aux élections générales du 29 mai 2024. Le 28 mars 2024, la commission électorale exclut Jacob Zuma des élections législatives de 2024.
Le 20 mars 2024, le compte bancaire de Jacob Zuma est gelé après une décision de justice dans une affaire autour du financement de travaux dans sa propriété privée, après son élection en 2009.
Le 20 mai 2024, la Cour constitutionnelle déclare qu’en raison d’une condamnation à la prison en 2021, Jacob Zuma est inéligible. La Cour constitutionnelle a également prononcé son exclusion des élections générales prévues le 29 mai. Son nouveau parti fait toutefois une percée aux élections avec un score inattendu de 14,5% des voix, devenant ainsi le troisième parti représenté.
Le 29 juillet 2024, La commission disciplinaire de l'ANC, décide d'exclure définitivement Jacob Zuma, après avoir dirigé un parti concurrent aux élections de mai 2024.
Le 22 novembre 2024, l’exclusion de Jacob Zuma de l'ANC est définitivement actée par le parti, après le rejet de l’appel par Jacob Zuma.

## Distinctions

### Décorations
- Chevalier grand-croix honoraire de l'ordre du Bain ( Royaume-Uni, 2010)
- Membre de l'ordre de José Martí ( Cuba)
- Membre de l'ordre du roi Abdelaziz ( Arabie saoudite)

### Prix et récompenses
- 1998 : prix Nelson-Mandela dans la catégorie Leadership de la Sefako Makgatho Health Sciences University (en)
- 2017 : médaille du Mérite de l'État d'Imo

### Honneurs
Il a plusieurs doctorats honoris causa :
- University of Zululand (en) en Administration (2001)
- Université de Fort Hare en Lettres  (2001)
- Université médicale d'Afrique du Sud en Philosophie (2001)
- Université de Zambie en Droit (2009)[82]
- Université de Pékin en Relations internationales (2012)

### Filmographie
- [vidéo] La Passion de Jacob Zuma sur Vimeo, documentaire de Jean-Baptiste Dusséaux et Matthieu Niango (France Ô, 2009)